# Ablemma kaindi avios
Ablemma kaindi avios là một phân loài nhện trong họ Tetrablemmidae.
Loài này thuộc chi Ablemma. Ablemma kaindi avios được Lehtinen miêu tả năm 1981.